# Valleseco
Valleseco er en by og kommune i det sydvestlige Spanien på øen Gran Canaria i provinsen Las Palmas, De Kanariske Øer. Den har et indbyggertal på 3.741 (2024) indbyggere.